# رينيه ميتز
رينيه ميتز (بالفرنسية: René Metz)‏ هو منافس ألعاب قوى فرنسي، ولد في 18 ديسمبر 1950 في باريس في فرنسا.

## وصلات خارجية
- رينيه ميتز على موقع الاتحاد الدولي لألعاب القوى (الإنجليزية)
- رينيه ميتز على موقع الاتحاد الفرنسي لألعاب القوى (الفرنسية)
- رينيه ميتز على موقع اللجنة الأولمبية الدولية (الإنجليزية)
- رينيه ميتز على موقع أوليمبيديا (الإنجليزية)